# جون كاي
كم من جون ((هانغل: 김민준; هانجا: 金閔俊)، وُلد في 15 يناير، 1988 كان يعرف في سابقا باسم كيم جونسو Kim Junsu) هو مغني و‌ملحن ومؤلف ومنتج كوري جنوبي من دايغو، بدأ مسيرته الفنية عام 2008، وعرف باسمه الفني جون كي عام 2013.
أول ألبوم منفرد ياباني له lOVE AND HATE عام 2014
الألبوم الثاني: LOVE LETTER عام 2015
من مؤلفاته: My House korean version
Higher بالتعاون مع المغني والمؤلف الياباني Simon
اصدر البوم منفرد كوري بعنوان Mr. No Love عام 2016

## روابط خارجية
- جون كاي على موقع ميوزك برينز (الإنجليزية)
- جون كاي على موقع ديسكوغز (الإنجليزية)